# The Funeral of Hearts
The Funeral of Hearts è un singolo del gruppo musicale finlandese HIM, pubblicato nel 2003 ed estratto dall'album Love Metal.

## Tracce
1. The Funeral of Hearts (Radio edit)
2. The Funeral of Hearts (Album version)
3. The Funeral of Hearts (Acoustic version)